# Stazione di Solarolo
La stazione di Solarolo è una stazione ferroviaria posta sulla ferrovia Castelbolognese-Ravenna. Serve il centro abitato di Solarolo.
È divenuta meta turistica e punto di ritrovo per fans e curiosi in seguito alla partecipazione della popstar romagnola Laura Pausini al Festival di Sanremo 1993, grazie al brano La solitudine. La stazione di Solarolo rappresenta, infatti, il luogo di incontro tra Laura e il suo grande amore, Marco.

## Movimento
La stazione è servita da treni regionali svolti da Trenitalia Tper nell'ambito del contratto di servizio stipulato con la Regione Emilia-Romagna.
A novembre 2019 la stazione risultava frequentata da un traffico giornaliero medio di circa 399 persone (178 saliti + 221 discesi).

## Servizi
La stazione è classificata da RFI nella categoria bronze.